# Nazim Süleymanov
Nazim Qadjibaba oqli Süleymanov (in russo Назим Гаджибаба оглы Сулейманов? Nazim Gadžibaba ogly Sulejmanov; Sumgajyt, 17 febbraio 1965) è un allenatore di calcio ed ex calciatore sovietico naturalizzato azero e azero, di ruolo attaccante.

## Carriera

### Club
Ha giocato nella massima serie del campionato sovietico (sempre con il Neftçi Baku) e poi russo (con Alanija Vladikavkaz, ultima denominazione di tale squadre, e Zemčužyna Jalta).

### Nazionale
Süleymanov esordì a livello internazionale il 17 settembre 1992, lo stesso giorno in cui l'Azerbaigian disputava il suo primo incontro ufficialmente riconosciuto dalla FIFA, nell'occasione un'amichevole a Gurjaani contro la Georgia.
Nonostante la sconfitta per 3-6, Süleymanov realizzò una doppietta e il primo dei due suoi goal è statisticamente rilevante per essere la prima marcatura assoluta della nazionale azera.

### Allenatore
Ha cominciato la carriera di allenatore con la squadra con cui ha terminato la carriera di allenatore, lo Žemčužina-Soči. In patria ha allenato Xəzər-Lənkəran, AZAL e Neftçi Baku. Dopo una parentesi da vice sulla panchina della nazionale maggiore nel 2008, dal 2015 è allenatore dell'Under-19 azera.